# (35528) 1998 FC69
```
       الحملة العثمانية على امريكا الشمالية 1660 -1681
```

```

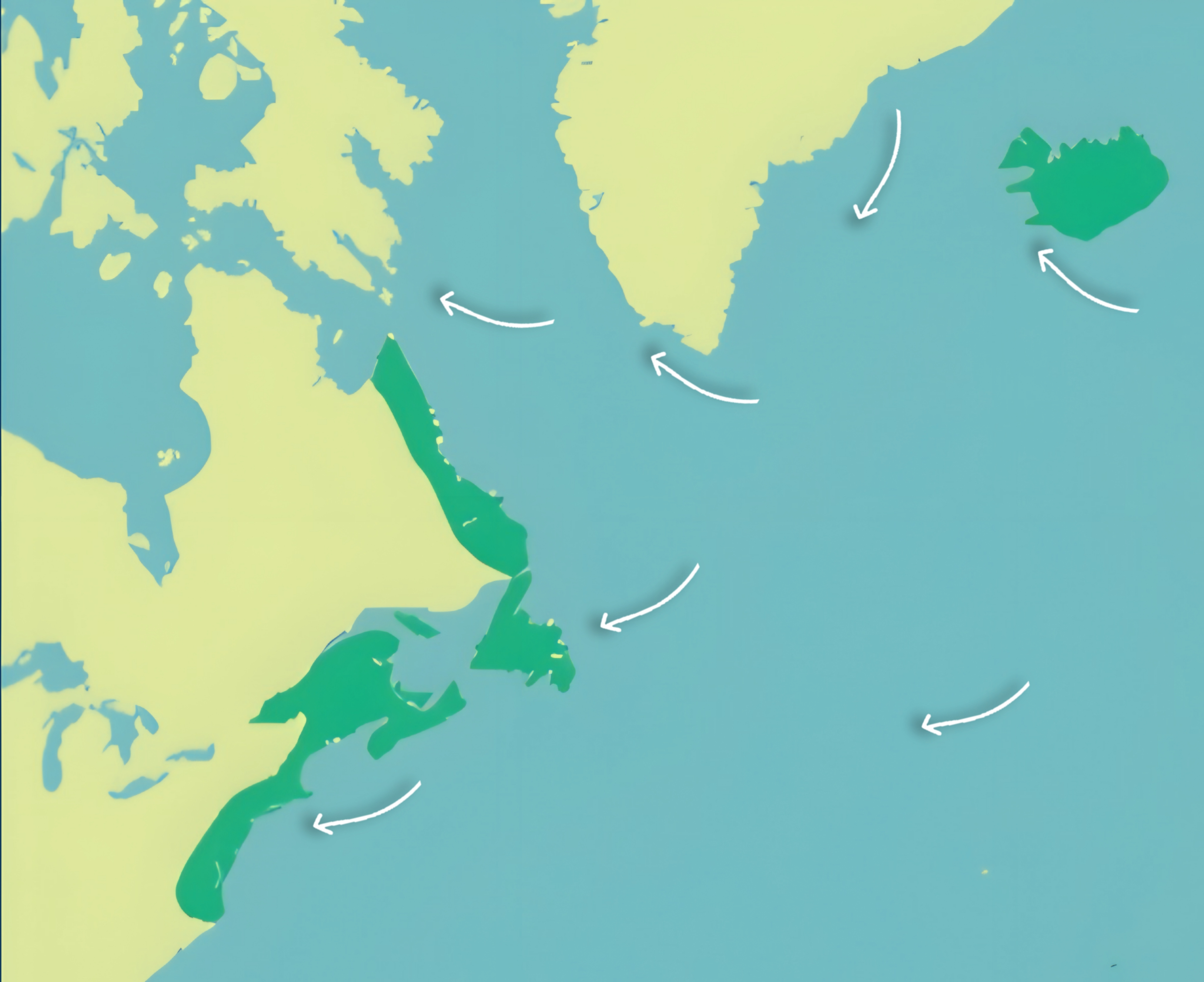
الحملة

      حدود الحملة والتحركات العسكرية للعثمانيين
```

وغزا الأسطول العثماني في 1660 ، جزيرة نيوفوندلاند . ثم تتبع السواحل الأمريكية
من ساحل كندا إلى فرجينيا . أرسلت بنت فرجينية جميلة جدا ، هدية إلى
محمد الرابع . وفي 1681 ، غزا أسطول عثماني ، فوندلاند أيضا ، سواحل كندا وسواحل
نیوانكلاند العائدة للولايات الأمريكية . الأسطول الذي قام هذه الحملة ، ضرب أيرلنده
أولاً، ثم تحرك منها ( تاريخ الدولة العثمانية ص448، Godfrey Fisher 4 178, Salvatore Bono ,323 )
وقبلها في عام 1627 قاد مراد رايس الاصغر احد
بحارة العثمانيين بقيادة الاسطول الجزائري و غزو ايسلندا بعد أن هرب زعمائها وحكامها لمدة شهر و خرج محمل بالغنائم و الأسرى.
تاريخ الجزائر ( داراندا إيمانويل، 1666) . p100